# آيت ميلك (آيت ميلك)
آيت ميلك هي إحدى مشيخات المملكة المغربية، تتبع جغرافيا لإقليم شتوكة آيت باها وإداريًا لآيت ميلك. يقدر عدد سكانها بـ 6155 نسمة حسب الإحصاء الرسمي للسكان والسكنى لسنة 2004.